# 阿爾法比亞山脈

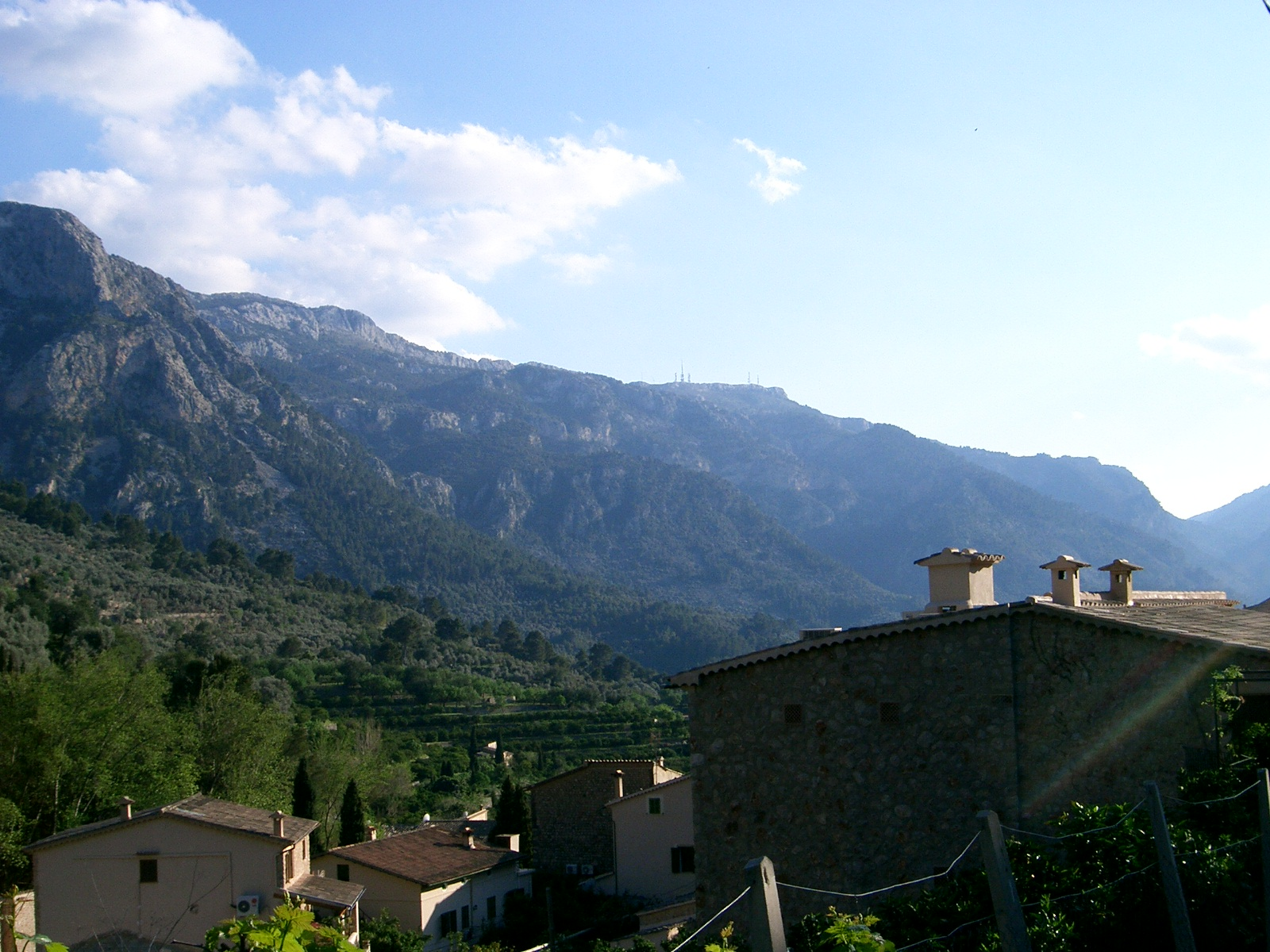

39°44′07″N 2°42′46″E / 39.73528°N 2.71278°E
阿爾法比亞山脈（西班牙語：Sierra de Alfabia），是西班牙的山脈，位於巴利阿里群島的馬略卡島，屬於特拉蒙塔納山脈的一部分，該山脈的最高點海拔高度1,067米。